# Selección embrionaria
En reproducción asistida selección embrionaria es el proceso usado para elegir entre todos los embriones generados in vitro, aquellos de mayor calidad para su implantación. Hay que tener en cuenta que no se dispone de técnicas ni se encuentra amparada por la ley una mejora del embrión, por lo que para maximizar la eficiencia del proceso de implantación embrionaria y aumentar la probabilidad de éxito, así como para disminuir posibles riesgos de aberraciones cromosómicas y otros problemas de salud en los embriones implantados, se realiza un seguimiento y selección de estos. Este proceso nace de la necesidad de selección de embriones en técnicas como la fecundación in vitro o la inyección intracitoplasmática de espermatozoides (ICSI), donde se generan una cantidad mayor de embriones a la que se puede implantar tanto por ética, como por ley (en España), y por criterio clínico para una minimización de riesgos de embarazos múltiples

## Criterios morfocinéticos
Para la selección de embriones en reproducción asistida existen una serie de criterios que permiten valorar la calidad de dichos embriones para su uso.
En España, se sigue una clasificación establecida por la comisión ASEBIR (Asociación para el Estudio de la Biología de la Reproducción), la cual define una serie de criterios de valoración morfológica y de tiempo de desarrollo (criterios morfocinéticos) para la categorización de los embriones desde ovocitos hasta blastocistos. 
El objetivo de esta clasificación es definir una propuesta de criterios morfológicos de valoración de calidad y su clasificación en escalas para cada uno de los diversos estadios embrionarios. 
Los posibles parámetros a evaluar para la selección embrionaria son muy diversos, siendo los más importantes:
- Número de células
- Cantidad de células (ritmo de división).
- Fragmentación.
- Simetría.
- Multinucleación.
- Aspecto del citoplasma: vesículas y vacuolas.
- Zona Pelúcida.
- Contacto celular y uniones celulares.

Se pretende crear un algoritmo de categorización para la selección de embriones (se suele implantar el día 5 el embrión que tenga una morfología correcta, el que no tiene esta morfología se descarta). Se da un valor para esta clasificación, además de letras (A-D).
| Grado | Calidad                 | Potencial implantatorio  | Destino                                                     |
| ----- | ----------------------- | ------------------------ | ----------------------------------------------------------- |
| A     | Óptima                  | Máximo (40-60%)          | Implantación o congelación                                  |
| B     | Buena                   | Alto (20-40%)            | Implantación o congelación                                  |
| C     | Sub-óptima (intermedia) | Intermedio (1-20%)       | Implantación o dejar hasta el día 5 para observar evolución |
| D     | Mala                    | Muy bajo o ausente (<1%) | Dejar hasta el día 5 o descartarlo                          |

También es importante remarcar que últimamente se están hablando también de embriones de calidad E, estos son embriones arrestados, con potencial nulo de implantación.
Los A y B son los óptimos, los C los subóptimos y los D los descartables. Pueden clasificarse con dos letras: AA, AB, BB, BC, CC, etc. La primera de ellas indica la calidad del trofoblasto; mientras que la segunda indica la calidad de la masa celular interna. El trofoblasto se va convirtiendo en una capa más delgada y compacta de células, mientras que la masa celular interna se va dispersando. Así, en función del aspecto del embrión, se clasifica con una nomenclatura u otra. No obstante, en clínicas de reproducción asistida, suelen trabajar con embriones del tipo AA, AB o BB.
Las diferentes observaciones de un mismo pre-embrión deben aportar información relevante para su clasificación y la asignación de unas probabilidades de potencial de implantación que nos sirvan para tomar decisiones respecto a su transferencia o congelación.
La categorización debe realizarse tras múltiples observaciones realizadas a lo largo del desarrollo pre-implantacional. La valoración de la calidad de un pre-embrión en un momento determinado de su desarrollo debe tener en cuenta los aspectos observados en observaciones anteriores.
Estos criterios se miran al microscopio, es decir, cada cierto tiempo, se saca el embrión del incubador para observarlo por microscopía y poder aplicarle esta clasificación. Sin embargo, cabe destacar que gracias a la nueva tecnología Time-Lapse, se es posible ver la morfocinética de estos embriones gracias a un sistema de cámaras que recogen fotogramas cada cierto tiempo durante el desarrollo del embrión, con las que se elabora una película. 
El sistema Time-Lapse se basa en el desarrollo de una serie de algoritmos desarrollados a partir de datos sobre múltiples aspectos (tiempos de división y ciclo celular, simetría morfológica y temporal, sincronía, parecido de las células, etc.), de manera que aportará una media del embrión que está evaluada y comparada con los embriones de distintos pronósticos. Asimismo, el agrupamiento de todos los algoritmos ha desembocado en un sistema de inteligencia artificial cuya función es pronosticar las posibilidades de implantación (viabilidad) y la normalidad del embrión. 
Actualmente, los criterios A, B, C y D de la morfología clásica determinados por ASEBIR están siendo relegados por el K-score (1-10) que determina la inteligencia artificial en función de todos los parámetros que mide. Esta forma pronóstica es mucho más predictiva y potente que la clasificación de ASEBIR, ya que tiene en cuenta, además de la morfología, el tiempo o la cinética. No obstante, para el paciente la clasificación de embriones en A, B, C y D es importante porque la puede comprender mejor.

### Número de células y ritmo de división
De acuerdo al proceso natural de desarrollo embrionario, en el día 2 del desarrollo embrionario deben encontrarse 4 células, posteriormente en el día 3 entre 7 y 8 células, también es habitual verse 6,7,9 o 10 células, esto puede deberse a que un blastómero se haya bloqueado y no se divida, en estos casos es un signo de mal pronóstico, por lo tanto, lo ideal es que los embriones cuenten con 8 células en el día 3, pero, si hay 7, también se considera que el desarrollo es óptimo(A). Entre 9 y 10 células en el día 3, se clasificaría de tipo B. Si hay más de 10 células en este día, se considera que puede haber una anomalía y se considera que el embrión es de calidad subóptima, correspondiente al tipo C. Por otro lado, si el embrión tiene menos de 4 células en el día 3, se clasificará dentro del tipo D.

### Cantidad de células (ritmo de división)
La cantidad de células en el embrión es el principal parámetro a evaluar, siendo un marcador evidente de la calidad del embrión. Cuando esta se encuentra aumentada, hablamos de una mayor probabilidad de cromosomopatía, mientras que si esta es menor, hablamos de una mayor probabilidad de que se haya producido arresto embrionario. La mejor forma de evaluarlo es realizando una observación comparativa entre los días 2 y 3 para, teniendo en cuenta que pueden haber embriones rápidos y lentos, observar si se está produciendo desarrollo. Teniendo en cuenta que generalmente las células del embrión se dividen una vez por cada 24 horas aproximadamente, podemos realizar la siguiente clasificación:
| Grado | Número de células en el día 2 | Número de células en el día 3 |
| ----- | ----------------------------- | ----------------------------- |
| A     | 4                             | 7-8                           |
| B     | 2 o 5                         | ≥7                            |
| B     | 4                             | ≥ 9                           |
| C     | 2 o 4                         | 6                             |
| C     | 6                             | ≥8                            |
| C     | 3                             | ≥6                            |
| D     | ≥7                            | Cualquier número              |
| D     | Cualquier número              | ≤5                            |
| D     | X                             | X+1                           |

Actualmente existe un gran avance en las técnicas empleadas para el estudio del ritmo de división del embrión, como es el caso de la técnica time lapse. De hecho, existen incubadoras que incorporan una cámara rápida, la cual graba en todo momento el proceso de desarrollo embrionario. Esto permite conocer lo que ocurre diariamente al embrión y sus blastómeras. Existe un ritmo ideal de división estipulado según los criterios de ASEBIR, aunque si este ritmo se acelera o se enlentece, empeora el pronóstico para la implantación de ese embrión. 
Si el ritmo es acelerado, es posible que existan anormalidades cromosómicas subyacentes; mientras que si el ritmo es más lento, puede ser debido a un posible bloqueo del embrión.

### Fragmentación
La presencia de fragmentación celular siempre se trata de un signo de mal pronóstico, por lo tanto, mientras menor sea esta, mejor. Los fragmentos son básicamente porciones citoplasmáticas sin núcleo, y para evaluar la fragmentación se realizará una cuantificación del volumen total embrionario ocupado por los fragmentos. Los embriones con un porcentaje mayor a 35% de fragmentación pueden llegar a obtener una elevada probabilidad de implantación tras la eliminación de fragmentos, que es posible por técnicas de micromanipulación tras realizar un proceso de eclosión asistida (AHA). No obstante, el proceso de eclosión asistida para la eliminación de dichos fragmentos no se encuentra estandarizado; únicamente se realiza en casos de embriones con un gran porcentaje de fragmentación distribuida.
La fragmentación se considera negativa en cuanto a la calidad del embrión por dos motivos:
- Se produce una pérdida de blastómeras, las células que forman el embrión.
- Los restos de las blastómeras rotas dificultan la formación de uniones intercelulares entre las blastómeras restantes, como las GAP o tight junctions.

Podemos realizar la siguiente clasificación:
| Grado de fragmentación | Características |
| ---------------------- | --- |
| I                      | Fragmentación <5%, procedente únicamente de una blastómera |
| II                     | Los fragmentos se distribuyen parcialmente alrededor del embrión, generalmente cerca del espacio perivitelino. Corresponde a la fragmentación parcial o total de una blastómera |
| III                    | Pequeños fragmentos distribuidos alrededor de todo el embrión, alrededor de las blastómeras o en la periferia                                                                   |
| IV                     | Grandes fragmentos, blastiformes, con patrón de distribución alrededor del embrión. Asociado a blastómeras irregulares                                                          |
| V                      | Fragmentos necróticos granulares asociados a blastómeras con contracción citoplasmática                                                                                         |

Los tipos I, II y III no se consideran dañinos hasta el 10%, mientras que una fragmentación entre el 10% y el 35% se considera subóptima. Si la fragmentación es >35% o de tipo IV o V, se considera anormal independientemente del porcentaje.

### Simetría
Se considera normal que exista simetría en el embrión, existiendo 2, 4 u 8 células por ejemplo. También puede ocurrir que haya 7 células pero una de ellas más grande, que aún no se ha dividido. Sin embargo, se consideraría asimétrico (signo negativo) que hubiera 7 células de igual tamaño. Un poco de asimetría es normal, y se suele aceptar incluso hasta un 20% existiendo un número simétrico de células. La presencia de una blastómera dominante, que ocupa alrededor de una tercera parte o más del blastocisto se encuentra relacionada con poliploidías.

### Multinucleación
Una asimetría de hasta el 20% se considera normal. Los emrbiones con una blastómera más grande (más del 33% del volumen del embrión) se consideran anormales y se suele relacionar con la poliploidía. Los multinúcleos de las blastómeras en día 2 y 3 se considera que tienen menos nivel de implantación. Los embriones que sean mosaicos se consideran aneuplodías. La multinucleación se relaciona más con anormalidades en los días 2 y 3.

### Aspecto del citoplasma: vesículas y vacuolas
Si en el citoplasma observamos un moteado por vesículas denominado "pitting", hablaremos de buen pronóstico, pues representa una activación genómica en el embrión. Sin embargo, la presencia de vacuolas en el citoplasma es una señal de mal pronóstico.

### Evaluación de la zona pelúcida
La zona pelúcida protege al ovocito y embrión, ayuda a la fecundación y evita la polispermia, en el embrión ejerce una función protectora y permite un correcto desarrollo y tamaño del embrión. 
Es poco habitual, pero si la zona pelúcida del ovocito es anormal, dificultará la eclosión del embrión, disminuyendo así su tasa de implantación. Podemos encontrarnos dos casos principales:
- Zona pelúcida muy gruesa. En este caso se dificulta el proceso de eclosión fisiológica, por lo que en la mayoría de los casos se recurre a la eclosión asistida.
- Zona pelúcida extremadamente fina. Tampoco es adecuado que la zona pelúcida sea tan delgada, debido a que debe ser lo suficientemente estable como para proteger la migración del embrión desde las trompas de Falopio hasta el útero, donde anidará.[1]

Otras opciones serían las siguientes: 
- Zona pelúcida septada: tiene la presencia de un septo que tabica formando un compartimento independiente.
- Zona pelúcida oval o elongada: debido a la forma oval de la zona pelúcida las blastómeras deben adaptarse a dicha estructura.
- Zona pelúcida rígida: el embrión tendría más dificultad para eclosionar, con una menor capacidad de fecundar e implantar.[1]

Por tanto, una zona pelúcida muy gruesa, septada u oval podría dar problemas en la eclosión ("hatching"), proceso por el cual el embrión en un estadio de blastocisto se deshace de la zona pelúcida. Por ello, en estos casos el embriólogo podrá valorar el hacer un "hatching" asistido.

### Contacto celular y uniones celulares
Las uniones en hendidura ocurren cuando el embrión tiene 6-8 células, mientras que las uniones gap ocurren en la fase de mórula. Es esencial que estas uniones intercelulares se mantengan intactas, ya que de lo contrario las blastómeras estarían separadas y esto dificultaría el desarrollo embrionario.